# Ouami
Ouami est un village du Cameroun situé dans la région de l'Est et le département du Lom-et-Djérem. Il fait partie de l'arrondissement (commune) de Bélabo, situé à environ 65 km de Béabo et à 20 km de Lom Pangar.

## Population
En 1966-1967, Ouami comptait 86 habitants.
Lors du recensement de 2005, on y a dénombré 56 personnes.
Les autochtones de ce village sont des Baya. L'essentiel de la population est constitué d'une forte communauté de Mousgoum, mais aussi des Kotoko, des Bamoun, les Kepere, les Mboum, et bien d'autres ethnies encore.

## Économie
Depuis la mise en eau du barrage de Lom-Pangar, l'activité principale dans cette localité est la pêche,.